# Nochistlán de Mejía
Nochistlán de Mejía là một đô thị thuộc bang Zacatecas, México. Năm 2005, dân số của đô thị này là 26195 người.